# Meninos de Deus
Meninos de Deus, no original Children of God (COG), depois conhecidos como Família do Amor, a Família, e agora a Família Internacional  - The Family International (TFI), é um novo movimento religioso, amplamente referido como uma seita, que teve início em 1968 em Huntington Beach, Califórnia, Estados Unidos. Foi uma dissidência do Jesus Movement do final dos anos 1960, com muitos dos seus primeiros convertidos saídos do movimento hippie. Esteve entre os movimentos que inflamaram a controvérsia sobre as seitas nos anos 1970 e 1980 nos Estados Unidos e na Europa e provocaram o primeiro movimento antiseita, o FREECOG (The Parents' Committee to Free Our Children from the Children of God).

## Introdução
A medida que o grupo cresceu e se expandiu ao redor do mundo, sua mensagem também se espalhou - salvação, apocalipticismo, "revolução" espiritual contra o mundo exterior que eles chamavam de "O Sistema" e a polêmica resultante. Em 1974, implantou um método de evangelismo chamado Flirty Fishing: usar o sexo para demonstrar o amor de Deus e ganhar conversões. Flirty Fishing tem sido comparado à prostituição religiosa. A prática foi interrompida em 1987. Seu fundador e líder profético, David Berg, se comunicava com seus seguidores via Cartas de Mo - cartas de instrução e conselho sobre muitos tópicos espirituais e práticos - até sua morte no final de 1994. Depois de sua morte, sua viúva, Karen Zerby, tornou-se líder da FI.
A sexualidade liberal do grupo e sua publicação e distribuição de escritos, fotos e vídeos advocando e documentando contato sexual entre adultos e crianças e a sexualização de crianças levou a inúmeras denúncias de abuso sexual de menores. Um número de investigações acadêmicas e judiciais nos anos 1990 chegou a conclusão de que a FI é um ambiente seguro para o desenvolvimento infantil, porém, tais investigações também ressaltaram problemas no passado. A liderança da FI, admitindo que apenas algumas crianças sofreram abusos entre 1978 e 1986, criou regras proibindo disciplina excessiva e qualquer contato sexual entre adultos e menores. Aqueles que abusarem de crianças após dezembro de 1988 são excomungados da FI, no entanto, não houve qualquer tentativa por parte de membros da FI de reconhecer ou reparar os abusos ocorridos nos vinte anos anteriores. A FI requer que indivíduos que denunciem abuso infantil a uma autoridade ou iniciem um processo legal contra o acusado, deixem os lares comunitários do grupo e se transfiram para uma outra categoria de afiliação até que o litígio se resolva, tendo depois de reaplicar para o seu status anterior se quiserem retornar.

## Crenças
Teólogos tem colocado a teologia básica da FI dentro da tradição cristã histórica, apesar de terem muitas crenças não-ortodoxas. Até um certo ponto, os integrantes do grupo são vistos e se identificam como cristãos fundamentalistas, apesar de algumas de suas crenças e práticas mais radicais serem tidas como não-tradicionais e até heréticas, tanto por cristãos liberais e fundamentalistas.
A FI ensina que a Bíblia é a Palavra de Deus inspirada e uma revelação sagrada. O fundador do grupo, David Berg, é considerado dentro do grupo como o mais importante profeta do final dos tempos. Ele é considerado profeta no sentido de que ele passava a mensagem de Deus, não porque pudesse predizer o futuro. Apesar de que ele frequentemente tentava prever eventos futuros, ele foi na maior parte das vezes impreciso. O grupo acredita que o "manto" espiritual de Berg passou para a sua esposa, Karen Zerby, na ocasião de sua morte. As publicações oficiais tanto de David Berg quanto de Karen Zerby são tidas como parte da "Palavra de Deus" que tem o mesmo peso da Santa Bíblia uma vez que são consideradas revelações divinas.
Eles acreditam que a Grande Incumbência de evangelizar o mundo é o dever de todo cristão, e que suas vidas deveriam ser dedicadas a servir a Deus e ao próximo. Eles possuem vários níveis de filiação, e o de maior dedicação, chamado "Discípulos da Família", vivem em comunidade. A natalidade é encorajada. Enquanto o controle de natalidade era inicialmente bastante desencorajado, a escolha é hoje deixada aos indivíduos e não é incomum, apesar de ainda ser oficialmente considerado como indicativo da falta de fé no plano de Deus.
Um aspecto central de sua teologia é a "Lei do Amor", que resumidamente afirma que se as ações de alguém são motivadas por um amor sacrificial, altruísta e não provocam dano intencional, tais ações são de acordo com as Escrituras e são, assim, lícitas aos olhos de Deus. Eles acreditam que esse princípio sobrepuja todas as outras leis bíblicas, exceto aquelas que proíbem homossexualidade masculina, que acreditam ser pecado. Bissexualidade feminina é permitida, no entanto, homossexualidade feminina com total exclusão de homens não é permitida. eles acreditam que Deus criou a sexualidade humana, e que é uma necessidade natural, emocional e física, e que qualquer relação heterossexual consentida entre adultos é uma maravilha natural e pura da criação de Deus, e permitida de acordo com as Escrituras. Adolescentes a partir de 16 anos tem permissão para terem relações sexuais com outros membros de até 21 anos. Desde 1986, sexo entre adultos e menores é proibido. Membros adultos podem ter relações com qualquer membros do sexo oposto, e são encorajados a fazê-lo, independente do estado de solteiro ou casado, como uma maneira de incentivar união e combater a solidão daqueles "necessitados". Esse ato é comumente chamado "compartilhar" ou "sexo sacrificial". Enquanto as regras da FI dizem que membros não devem se sentir pressionados a fazerem sexo contra a vontade, muitos ex-membros alegam terem sido coagidos a "compartilhar" e terem sido rotulados de egoístas e desamorosos quando se recusaram.
Eles acreditam estarem vivendo num período conhecido na Bíblia como os "Últimos Dias" ou o "Tempo do Fim", que precede o retorno de Jesus Cristo. Antes desse evento, eles acreditam que o mundo será governado por sete anos pelo Anticristo, que criará um governo mundial único. Na metade desse período ele será completamente possuído por Satanás, precipitando uma época de dificuldades conhecida como a Grande Tribulação que trará intensa perseguição de cristãos e desastres naturais e não-naturais. No final desse período, cristãos fiéis serão levados ao céu num evento conhecido como o Arrebatamento que logo seguido por uma batalha entre Jesus e o Anticristo chamada de "Batalha de Armagedon", na qual o Anticristo é derrotado. Jesus Cristo reina então na Terra por mil anos, período que eles chamam de Milênio.

### Ensinamentos recentes
Os ensinamentos recentes da FI concentram-se ao redor de crenças que foram por eles chamadas de "novas armas (espirituais)". Membros da FI acreditam que são soldados na guerra espiritual do bem contra o mal pelas almas e corações dos homens. Apesar de algumas das doutrinas a seguir não serem novas na FI, têm tido maior importância em anos recentes.

#### Profecia
No jargão da FI, a definição tradicional de profecia - uma predição do futuro - foi expandida para se referir a qualquer mensagem recebida do "mundo do espírito", seja de Jesus, do falecido fundador David Berg, ou outro "ajudante espiritual" (ver abaixo). Uma grande ênfase tem sido colocada no uso regular da profecia por membros na sua vida cotidiana. Apesar da profecia ter sido parte integrante do movimento desde o princípio, assumiu um maior significado sob a liderança de Karen Zerby.

#### Ajudantes Espirituais
Esses incluem anjos, seres humanos falecidos, e até personagens míticos famoso, como a deusa Afrodite, ou animais como o burro que Jesus montou para entrar em Jerusalém. Ajudantes espirituais são enviados para dar instruções e para lutar na batalha espiritual que se desenrola na dimensão espiritual que membros da FI acreditam coexistir com o mundo físico ao seu redor. Acreditam que esses ajudantes enviam mensagens divinas através de profecia e também atuam em batalhas com Satanás e seus demônios. Membros da FI acreditam que por se referirem a esses ajudantes por seus nomes ao clamarem por sua ajuda, ou demônios, ao repreender ou amaldiçoá-los, lhes garante maior poder às suas orações. Como resultado, a FI regularmente publica nomes de ajudantes espirituais ou demônios individuais, assim como grupos ou raças deles, relacionando-os com suas respectivas áreas de poder dentro do mundo físico.

#### As Chaves do Reino
A FI acredita as chaves da passagem bíblica "e eu vos darei as chaves do reino dos céus, e tudo o que ligardes na terra será ligado no céu, e tudo o que desligardes na terra será desligado no céu", assumiram um maior significado atualmente. Assim, membros da FI invocam várias Chaves do Reino para obter um suposto reforço no efeito de suas orações. Também acreditam que essas chaves espirituais dão energia a várias espaçonaves espirituais (conhecidas como Nave das Chaves), e podem se transformar em espadas espirituais com o intuito de lutar contra demônios e outras forças negativas.

#### Amar Jesus
Essa é uma expressão que membros da FI usam para descrever sua relação íntima e sexual com Jesus. A FI descreve os ensinamentos sobre "Amar Jesus" como uma forma radical da teologia nupcial. Seu entendimento da Bíblia é tal que os seguidores de Cristo são considerados sua noiva, chamados para amá-lo e servi-lo com o fervor de uma esposa devotada. A teologia nupcial é levada a um extremo sem paralelo na cristandade encorajando membros a imaginarem que Jesus está fazendo sexo com eles durante a relação sexual e a masturbação. Membros do sexo masculino são orientados a visualizarem-se como mulheres, a fim de evitar um relação homossexual com Jesus. Além disso, publicações da FI frequentemente associam profecias de Jesus com o ato de receber seu sêmen, ou "sementes douradas", como resultado de sexo oral espiritual ou coito vaginal.
A FI continua a enfatizar a iminente Segunda vinda de Cristo, precedida pela ascensão de um governo global liderado pelo "Anticristo". Doutrinas referentes ao "tempo do fim" influenciam virtualmente todo processo decisório de longo prazo.

## História

### Os Meninos de Deus (1968–2010)
Membros dos Meninos de Deus fundaram comunas, inicialmente chamadas "colônias", e depois "Lares", em várias cidades ao redor do mundo. Eles proselitizavam nas ruas e distribuíam literatura.
Novos convertidos que juntavam-se ao movimento memorizavam escrituras, tomavam aulas de conhecimento bíblico e esperava-se que tentassem igualar as vidas dos primeiros cristãos ao mesmo tempo em que rejeitassem o cristianismo denominacional estabelecido. Assim como convertidos a outras religiões e de acordo com o costume bíblico, a maioria dos novos membros adotaram um nome "bíblico".
O fundador do movimento era um ex-pastor da Christian and Missionary Alliance, David Brandt Berg (1919–1994), também conhecido dentro do grupo por Moses David, Mo, Pai David, and Papai para os membros adultos e eventualmente Vovô para os membros mais jovens.
Berg se comunicava com seus seguidores através das suas mais de 3.000 cartas publicadas e escritas ao longo de 24 anos, chamadas por membros do grupo de "Cartas de Mo". Em janeiro de 1972, Berg afirmaou através de suas cartas que era o profeta de Deus para essa época, consolidando sua autoridade espiritual no grupo. Não obstante, Berg reconhecia abertamente suas fraquezas e fracassos.
No final de 1972, membros dos MDD tinham distribuído aproximadamente 42 milhões de folhetos cristãos, a maioria sobre salvação espiritual e o julgamento de Deus sobre os Estados Unidos da América. A distribuição das cartas de Berg nas ruas se tornou o método predominante dos MDD tanto para divulgação como para obter apoio pelos próximos cinco anos.
Os Meninos de Deus terminaram como organização em fevereiro de 1978. Relatos de sérios desvios de comportamento, má gestão financeira, e abuso de poder por uma parcela dos líderes estabelecidos, incluindo a oposição de alguns ao Flirty Fishing, fez com que Berg reorganizasse o movimento. Ele despediu mais de 300 líderes do movimento e declarou a dissolução dda estrutura dos MDD. Essa manobra ficou conhecida como a "Revolução pela Nacionalização e Reorganização"(RNR). Um terço do total dos membros deixou o movimento, e aqueles que ficaram se tornaram parte do movimento reorganizado, A Família do Amor, e depois, simplesmente A Família. A maioria das crenças do grupo, no entanto, não mudaram.

### A Família do Amor (1978–1981)
A era da Família do Amor foi caracterizada pela expansão internacional. Os métodos regulares de proselitismo incluíam "porta-a-porta", distribuição de folhetos e outra literatura evangélica, e aulas organizadas sobre vários aspectos da vida cristã, com bastante uso da música da FI.
Em 1974, David Berg introduziu um novo método chamado Flirty Fishing (ou FFing), que encorajava mulheres do grupo a demonstrar o amor de Deus através do sexo com pessoas com potencial de serem convertidas. Flirty Fishing foi praticado por membros do círculo íntimo de Berg desde 1973, e foi introduzido mais tarde para o resto dos membros. Em 1978, já era praticado em larga escala. em algumas áreas, "Flirty Fishers" usaram ""escort agencies"" para conhecer pessoas. De acordo com a FI, como resultado do Flirty Fishing, "mais de 100.000 receberam a dádiva divina da salvação através de Jesus, e alguns escolheram viver a vida de discípulos e missionários." De acordo com dados fornecido pela FI para o pesquisador Bill Bainbridge, de 1974 até 1987, membros da Família do Amor tiveram contato sexual com 223.989 pessoas na prática do "Flirty Fishing". "Flirty Fishing" também resultou no nascimento de muitas crianças, inclusive o filho de Karen Zerby, Rick Rodriguez (Davidito). Crianças nascidas devido às práticas do "Flirty Fishing" eram chamados de "bebês de Jesus". No final de 1981, mais de 300 "bebês de Jesus" tinham nascido.
Um juíz na Itália chegou a uma conclusão diferente em 1991, decidindo que o "flirty fishing"  não era prostituição (see Tribunale Penale di Roma (Criminal Court of Rome), November 15, 1991, re: Berg and others, e nos arquivos da Côrte Crimal de Roma (RG 3841/84)). O juiz concluiu que apenas nos "últimos meses de 1977 Berg começou a aconselhar os membros de que seria permitido, por razões de proselitismo, oferecer serviços e contatos sexuais para possíveis [sic] membros, mais ainda quando este fosse um bom contribuinte financeiro para o grupo".  Entre os Meninos de Deus, argumentou o juíz, "flirty fishing" não era concebido como prostituição mas como "uma contribuição pessoal para os objetivos humanitários que grupo sempre declarou possuir."
"Flirty Fishing" foi oficialmente abandonado em 1987 e substituído por outros métodos de testificação  e também a fim de evitar que membros contraíssem AIDS. Em 1987, foram introduzidas novas regras banindo o contato sexual com não-membros, sob pena de excomunhão. No entanto, as novas regras também deram espaço para exceções em determinados casos. Como exemplo, uma publicação diz: "Todo o sexo com pessoas de fora está proibido!--A não ser que elas já sejam  próximas e amigos bem conhecidos!" 

### A Família (1982–1994)
Em 1982, mais membros da Família haviam se mudado para o Hemisfério Sul e  extremo oriente. No fim de 1983, A Família contava com 10.000 membros em tempo integral morando em 1.642 lares. Além disso, o rádio-clube Música com Sentido (Music with Meaning) havia crescido para quase 20.000 membros. De acordo com estatísticas oficiais da Família, nesse período os esforços de proselitismo estavam resultando numa média de 200.000 conversões para Cristo e distribuição de aproximadamente 30 milhões de páginas de literatura por mês.
Os escritos de Berg continuaram a contribuir para as suspeitas a respeito  do cuidado dispensado às crianças do grupo. Berg afirmou estar desafiando os tabus da época quanto à sexualidade adulto/criança, e muitos acreditam que Berg ignorava os limites da sociedade. Pelo menos seis mulheres, incluindo suas duas filhas, suas noras e duas de suas netas, afirmaram publicamente que Berg abusara delas quando eram crianças.
Um manual de cuidado infantil publicado pelo grupo em janeiro de 1982 descrevia a educação, vida doméstica, e cuidado do filho de Karen Zerby, conhecido como Davidito ou Ricky Rodriguez. O livro de 762 páginas, que era para ser usado como um exemplo de educação infantil, também incluía pelo menos uma dúzia de fotos mostrando a criança tendo contato sexual com suas babás, particularmente Sara Kelley (também conhecido como Sara Davidito ou Prisca Kelley). O grupo mais tarde ordenou que o livro fosse bastante censurado e depois completamente destruído. No final dos anos 1990, uma versão amplamente revista foi impressa. Algumas páginas da edição original foram colocadas online.
De acordo com o relato da FI, relatos de abuso sexual começaram a chegar ao conhecimento do topo da liderança do grupo em 1988. Isso fez com que Berg renunciasse às suas ideias a respeito de sexo adulto/criança: "Nós não aprovamos nenhum sexo com menores, e doravante renunciamos a qualquer escritos de qualquer indivíduo na Família que possa dar a entender que aprovamos! Está absolutamente proibido! — Berg, 12/88"
Em março de 1989, A Família divulgou uma declaração afirmando que, no "início de 1985" um memorando urgente foi enviado a todos os seus membros "lembrando-os de que toda essa atividade [contato sexual adulto-criança] está totalmente proibida no nosso grupo." (ênfase no original). Em janeiro de 2005, Claire Borowik, porta-voz da FI, divulgou uma declaração que dizia, "Devido ao fato de que a nossa atual política tolerância zero quanto a interação sexual entre adultos e menores de idade não era explícita em nossa literatura publicada antes de 1986, chegamos à conclusão de que durante uma fase transitória de nosso movimento, de 1978 a 1986, houve casos em de menores sujeitos a avanços sexuais inapropriados… Isso foi oficialmente corrigido em 1986, quando todo contato sexual entre adultos e menores (qualquer pessoa menor de 21 anos) foi declarado infração passível de excomunhão."
Em dezembro de 1988, A Família implementou uma política que proibia contato sexual adulto-criança sob pena de excomunhão (expulsão do movimento). Essa política não teve efeito retroativo. Membros que entrem com processos ou quaisquer ações judiciais contra aqueles excomungados por abuso infantil são obrigados a deixar a Família ou mudarem para outro nível de afiliação até que o litígio se resolva - explicado nas emendas à Carta Magna de junho de 2003 in the Rights of Children (pg. 22) and the Right of Redress (pg. 51) sections.
Nos anos 1990, várias acusações de abuso sexual infantil foram feitas à Família ao redor do mundo, em locais como Argentina, Austrália, Brasil, França, Itália, Japão, Noruega, Peru, Espanha, Suécia, o R.U., os E.U.A., e Venezuela. A liderança da FI mantém a posição de que o abuso sexual infantil nunca foi sancionado ou permitido, e que investigações partidas de governos e casos judiciais não encontraram evidências de abuso nas 750 crianças examinadas.[carece de fontes?] Alguns documentos judiciais podem ser encontrados na seção Casos judiciais abaixo.
Karen Zerby, numa publicação de circulação interna de 1995, intitulada "Uma Resposta a quem nos Inquire", afirma: "Devido ao insight que Papai [Berg] nos deu a respeito das Escrituras garantindo-nos uma grande medida de liberdade sexual, sem ter feito restrições explícitas que proibissem toda atividade sexual entre adultos e menores, houve ações que resultaram em dano a algumas crianças. Ele deve portanto ser responsabilizado pelo mal. Como autor das cartas, ele aceita a culpa, mas isso não significa que ninguém mais tenha culpa. Qualquer um que tentou usar a Lei do Amor para justificar qualquer comportamento desamoroso, egoísta ou danoso é responsável por isso perante Deus."
De acordo com o livro de Eileen Barker, An Introduction to New Religious Movements, o grupo foi absolvido de todas as acusações de abuso sexual de menores. Outros pesquisadores afirmam que não há evidência de maior atividade sexual entre adolescentes do grupo do que no resto da sociedade.

#### Transformação nos anos 1990
No começo dos anos 1990, membros da Família se aproveitaram da recente abertura da Europa oriental e expandiram suas companhas de evangelização em direção ao oriente, junto com muitos outros grupos religiosos. A produção e distribuição de milhões de exemplares de literatura fez com que recebessem a alcunha de "The Poster People."
O período também assistiu ao lançamento do que a Família chama de ministérios de "Atender aos Pobres" (AAP). Expandindo suas atividades além do proselitismo, membros começaram a oferecer ajuda material aos pobres e desamparados. Membros da Família se mostraram presentes nos esforços de auxílio às vítimas de desastres naturais, provisionamento e distribuição de ajuda humanitária, programas musicais beneficentes para refugiados, visita a hospitais, e atividades similares.

### A Família (1995–2003)
Após a morte de Berg em outubro de 1994, Karen Zerby, conhecida no grupo como Mamãe Maria, Rainha Maria, Maria David ou Maria Fontaine, assumiu a liderança do grupo. Ela então casou-se com o seu parceiro, Steven Douglas Kelly, um americano conhecido no grupo como Peter Amsterdam ou Rei Peter (mudou seu nome para Christopher Smith). Ele passou a ser seu representante nas viagens devido a separação reclusiva  da maior parte de seus seguidores.
Em fevereiro de February 1995, o grupo introduziu a Carta Magna, que definia os direito e deveres dos membros e lares da Carta. A Carta inclui as "Regras Fundamentais da Família", uma resumo das regras e conselhos de publicações passadas que ainda vigiam por ocasião da implementação da Carta Magna.
A Carta estabeleceu uma nova forma de viver dentro da organização, permitindo que membros tivessem mais liberdade para escolher e seguir seus objetivos. Os direitos referidos na Carta Magna eram o que os membros podiam esperar do grupo e como deveriam ser tratados pelos colegas e pela liderança. Os deveres seriam o que se esperava que membros dessem ao grupo se quisessem continuar como membros em tempo integral, inclusive dar o dízimo (10% da renda) para os Serviços Mundiais, dar 3% para o "Fundo de Amparo a Família" (Family Aid Fund), constituído para apoiar situações difíceis no "campo de missão", e 1% para o "fundo comum" regional, que é usado para projetos, atividades e eventos locais. A Carta também institui que na sua totalidade ou em parte pode ser suspendida ou revogada a qualquer momento pelos Serviços Mundiais. A Carta, atualmente na sua segunda edição, recebeu várias emendas ao longo dos anos de acordo com as mudanças no grupo.
Num caso judicial em 1995, the Rt. Hon. Lord Justice Alan Ward decidiu que o grupo, inclusive alguns da alta liderança, estiveram envolvidos com práticas sexuais abusivas envolvendo menores e também que estiveram envolvidos em punições corporais severas e sequestro de menores. No entanto, ele concluiu que a Família havia abandonado essas práticas e que já seriam um ambiente seguro para crianças. Não obstante, ele exigiu que o grupo cessasse toda punição corporal de crianças no Reino Unido e denunciasse qualquer dos escritos de Berg que foram "responsáveis por submeter crianças na Família a comportamento sexual inapropriado."
Também em 1995, Karen Zerby introduziu uma nova doutrina ensinando todos os membros desde a idade de 12 anos, mas de forma mais completa a partir dos 14, que Jesus queria ter uma relação de caráter sexual com eles. Essa doutrina é conhecida como a "Revolução de Amar Jesus". Publicações da Família descrevem a prática como opcional para manter a filiação, mas ressaltam que maiores bênçãos e recompensas espirituais são reservadas àqueles que a praticam regularmente.

### A Família Internacional (2004–presente)
Em 2004, o nome do movimento foi mudado para A Família Internacional. No entanto, lares da FI foram informados que podiam continuar a usar a mesma denominação desde que não ocultassem sua relação com a FI.
Em 2004, houve grandes mudanças internas no grupo. Publicações internas falavam de uma tendência geral em direção a um estilo de vida menos dedicado e da necessidade de recompromisso a missão do grupo de proselitismo entusiástico. Na segunda metade de 2004, foi instituído um período de renovação de seis meses para ajudar que membros reorganizassem suas prioridades. As categorias de filiação foram reorganizadas e novos níveis de filiação foram introduzidos. Membros agora pertencem às seguintes categorias: Discípulos da Família (DF), Membros Missionários (MM), Membros Fraternos (FM), Membros Ativos (AM) e Membros Gerais (GM).
A Carta de Amor rege os DFs, enquanto os Estatuto dos Membros Missionários e Estatuto dos Membros Fraternos foram escritos para regulamentar os círculos de membros missionários e membros fraternos da FI, respectivamente. Lares FD passam por uma revisão a cada seis meses quando são avaliados de acordo com um conjunto estabelecido de critérios.
De acordo com as estatísticas da FI, no começo de 2005 havia 1.238 lares da FI 10.202 membros no mundo. Desses, 266 lares e 4.884 membros eram FD, 255 lares e 1.769 membros eram MM, e 717 lares e 3.549 membros eram FM. Estatísticas das categorias MA e MG não estão disponíveis.

## Controvérsias

### Rapto de menores
Desde o final dos anos 1970, houve relatos de filhos de ex-membros serem raptados e transportados para outros países a fim de evitar que seus pais, autoridades judiciais/policiais e agências em prol do bem-estar infantil os encontrassem.  Uma investigação sobre o paradeiro de quatro crianças desaparecidas, cuja mãe, Ruth Frouman, foi expulsa do grupo em julho de 1987, oito meses depois de ser diagnosticada com câncer de mama, e ter sido permitida levar seus filhos consigo, resultou em operações policiais  em dez TF homes em Buenos Aires, Argentina em Setembro de 1993. Dois de seus filhos voltaram para o pai em maio de 1993. As outras duas crianças raptadas não retornaram ao convívio familiar até meados de 1997.
Apesar de que raramente porta-vozes oficiais da FI fizeram quaisquer declarações sobre casos específicos de rapto de menores envolvendo seus membros, membros da FI afirmam que há evidências de que as políticas e práticas da FI quanto a custódia e rapto de menores começaram a mudar em meados dos anos 1990. Em fevereiro de 1995, vários meses depois da morte de seu fundador, a FI introduziu para seus membros um livro de normas conhecido como A Carta Magna de Amor ou a Carta de Direito e Deveres. A Seção 60, Regras para Separação Permanente de Casais, diz que casais com filhos devem chegar a um consenso mútuo por escrito  referente à separação e à guarda dos filhos e que obter um divórcio e liminar de guarda de menor são opcionais. Essa norma não se aplica a separações anteriores a fevereiro de 1995. As emendas à Carta de junho de 2003 dizem que caso as parte envolvidas não cheguem a um acordo e "escolham usar o sistema judiciário para precificar a questão", devem "renunciar a filiação de membros da Carta até a questão se resolva".
Pelo menos um membro da FI, Peter Bevan Riddell, é sabido ter sido condenado por crimes relacionados ao rapto de menores. Em 1984, o governo australiano cancelou seu passaporte e ele foi deportado do Japão para a Austrália, onde respondeu às acusações de fraude e de mentir para facilitar o tráfico de menores. Ele retornou ao Japão mais tarde, onde continuou trabalhando para Devid Berg e Karen Zerby nos Serviços Mundiais. Outro membro da FI, Brian Edward Pickus, é procurado há décadas pela Interpol num mandado de prisão emitido pelos Estados Unidos e pelo Estado do Havaí por sequestro, roubo e por ter fugido do país para evitar responder a um processo.

### A segunda geração
Adultos da segunda geração, que nasceram e/ou foram criados na FI, são conhecidos na grupo como "ASGs" (SGAs) e tem assumido muitas, senão a maioria dos postos de liderança na organização. O que inclui diretorias de comitês internacionais, regionais e nacionais.
No entanto, assim como outros grupos de alta dedicação, muitos membros da segunda geração deixaram o grupo para seguir carreiras seculares, fazer uma faculdade e criar seus filhos em um ambiente drasticamente diferente daquele no qual eles próprios foram criados. Existe bastante sentimento anti-FI entre alguns desses que saíram, inclusive ameaças de processar possíveis perpetradores de abusos físicos e sexuais, alguns dos quais, afirma-se, tem sido protegidos pela liderança do grupo. A FI tem afirmado que as suas estimativas sugerem que a maioria dos ex-membros da segundo geração optaram por não tornarem públicas suas experiências no grupo, e que esse silêncio provavelmente indica que estes têm relações cordiais com o grupo.
Muitos desses ex-filhos de missionários retornaram ao país de sua nacionalidade tornando-se, desta forma, Third Culture Kids (TCKs). Muitos também continuaram em comunicação entre si. Um exemplo notável é o uso do site MovingOn.org, colocado no ar por ex-membro da segunda geração em 2001.
Muitos dos que permanecem no grupo tem se expressado em defesa do estilo de vida da FI, por exemplo em MyConclusion.com, um site estabelecido por membros da segunda geração da FI pouco depois do assassinato de Angela Smith seguido do suicídio de Rick Rodriguez em janeiro de 2005.
Membros da FI são encorajados a manterem relações amigáveis com parentes que tenham deixado o grupo. No entanto, também são desencorajados de se associarem a parentes que são considerados inimigos da FI, e tem aparecido com frequência em programas de televisão ao redor do mundo para denunciar seus filhos e irmãos que falavam contra o grupo.
Há vários ex-membros da segunda geração que tem denunciado crimes para a polícia e agências governamentais, testemunhando contra o grupo em casos judiciais envolvendo seus membros e expressado publicamente opiniões negativas sobre os membros do grupo e suas práticas. A FI usa o termo sociológico/religioso apóstatas para descrever esses ex-membros e argumentam que seus testemunhos não são confiáveis e tem menos credibilidade do que os de membros atuais. A FI também tem argumentado que membros da segunda geração que alegam terem sido abusados são mentalmente instáveis, possuídos por demônios, ou muito bem pagos pelo movimento anti-seita para mentir sobre a FI. Alguns ex-membros da segunda geração rejeitam o rótulo de apóstata, uma vez que muitos não fizeram a escolha de entrar para o grupo.

### Sigilo
Espera-se de membros da FI que respeitem as autoridades do país onde vivem, e consta que geralmente os membros tem cooperado com as autoridades apontadas, mesmo durante os assaltos de suas comunidades pela polícia e agentes do serviço social no começo dos anos 1990s. No entanto, um crença controversa que ainda é ensinada e praticada por membros do grupo reza que seria correto mentir para não-membros (ou "descrentes") para proteger o trabalho de Deus. Essa crença é comumente referida como "enganadores porém verdadeiros", em alusão ao versículo bíblico II de Coríntios 6:8.
Uma característica persistente ao longo da história da FI é a sua aversão à supervisão governamental e extremo sigilo cercando sua liderança e finanças. Os Serviços Mundiais (WS), a ala de administração central da FI, continua a operar em reclusão, sendo muito poucos os membros da FI que sabem da sua localização.
Não é incomum que altos líderes mudem seus nomes legais. Acusações tem sido feitas a membros da FI, inclusive altos líderes, por usaram passaportes e outros documentos legais forjados ou obtidos fraudulentdamente da Austrália, Canadá, Estados Unidos e outros países. A alta liderança ainda tenta manter seus nomes legais longe de circulação, apesar de que isso passou a ser mais difícil a partir da segunda metade dos anos 1990, devido aos processos legais em muitos países. Em particular, um grande caso judicial na Inglaterra trouxe à tona muitos nomes até então desconhecidos de líderes do grupo.
Nas publicações da FI, fotografias impressas de membros dos WS eram normalmente censuradas através de um desenho rudimentar a lápis em cima da face da pessoa. Era comum que a cabeça de Berg fosse substituída pela de um leão.
Depois da morte de David Berg em 1994, membros da FI e o público finalmente puderam ter acesso a fotografias mais recentes do fundador do grupo. Para muitos membros era a primeira vez que viam uma foto de seu rosto. em anos recentes, Steven Kelly tem carregado consigo fotos de Karen Zerby em viagens para mostrar aos membros do grupo, uma vez que a maioria nunca viu uma fotografia da sua líder espiritual antes. Apesar de que, por agora, a maioria dos membros já viram fotos ou vídeos de Karen Zerby e Steven Kelly, as suas identidades e localização ainda são bem escondidas por membros que trabalham junto a eles. Fotos ou vídeos recentes de Karen Zerby, Steven Kelly, e da maioria dos membros dos WS não estavam disponíveis até para membros em tempo-integral até março de 2005, quando muitas fotos recentes vazaram na Internet. Esse fato marcou a primeira vez em que fotografias recentes de Karen Zerby foram disponibilizdas ao público em mais de 30 anos.

### Finanças
As finanças da FI se baseiam no sistema do dízimo. Dez por cento de toda a renda é doada aos Serviços Mundiais. Mais três por cento é doado a escritórios regionais para projetos locais e um sistema de crédito local e ainda mais um por cento é dado para a publicação de literatura local. Doações adicionais aos escritórios e líderes da FI são encorajadas e bastante comuns.
A renda dos membros do grupo vem primariamente através de doações individuais que são solicitadas pelo grupo com o entendimento que o dinheiro será usado para ajudar projetos de caridade locais.  O percentual de doações usado para caridade local não é registrado nem publicado pelo grupo.  Renda adicional é conseguida através da venda de produtos como música e vídeos infantis vendidos com diferentes nomes como  Sótão Encantado e a série Kiddy Viddy. Pôsteres também são vendidos nas ruas por doações.
Um estudo sobre como a FI distribui fundos ao redor do mundo é sociologicamente interessante uma vez que a distribuição depende em grande parte de membros cuidadosamente localizados que normalmente administram contas bancárias contendo fundos da organização em seu próprio nome. Apesar disso, quase não há notícias de desvios de dinheiro ou fraude dentro da organização e os casos notáveis envolveram pequenas somas.
A literatura da organização inclui muitas discussões sobre um suposto inevitável colapso financeiro global. Como resultado, a FI tem evitado a todo custo investimentos e ações que ela julga serem instáveis no caso de uma grande quebra financeira. Normalmente a poupança é elaborada com o yen japonês, francos suíços e ouro. A FI tem sistematicamente evitado investimento em propriedades, ações e títulos, pois acredita serem contrários aos requisitos bíblicos para o discipulado cristão e sua crença no tempo do fim.

## Crítica
O grupo tem regularmente sofrido criticas pesadas da mídia e do movimento anti-seita. Em 1971, uma organização chamada FREECOG foi fundada por parentes preocupados de seguidores inclusive o deprogramador Ted Patrick, para "libertá-los" do seu envolvimento com o grupo.
Frequentemente críticos do movimento citam os escritos de David Berg, assim como incidente de suposta conduta criminosa de indivíduos do grupo. Frente a isso membros da FI argumentam que a totalidade dos escrito de Berg não reflete as crenças fundamentais da organização ou políticas (contidas na Carta Magna de Amor, publicada em 1995). Da mesma forma, rejeita a noção de membros do grupo inteiro sejam responsabilizados pelas ações de indivíduos isolados, mesmo quando se trata de membros na mais alta liderança.

### No Brasil
Em 2011, o filósofo Olavo de Carvalho divulgou no Brasil o hoax de que a Pepsi estaria usando células de fetos abortados como adoçante nos refrigerantes. A Pepsi assinou um acordo com a Senomyx, uma empresa de biotecnologia que trabalha com o desenvolvimento de aditivos para amplificar determinados sabores e cheiros em alimentos e que utiliza as Células HEK nas pesquisas e patentes. A Children of God for Life é um braço pró-vida da Children of God (COG) nos Estados Unidos, que organizou um boicote pela Internet. A notícia, reproduzida no Brasil através da Internet, foi divulgada no jornal The Washington Times, nos Estados Unidos.

### Arte plagiada
Jan McRae, um membro da FI conhecida como Tamar, foi exposta em 2003 por ter copiado obras de arte que depois eram integradas a publicações da Família.  Uma animação Flash em forma de slide show mostra as óbvias semelhanças entre os trabalhos de vários artistas e posteriores trabalhos de Tamar. Atistas comparados incluem Boris Vallejo, Rowena Morrill, Clyde Caldwell, Keith Parkinson, A. Andrew Gonzalez, Julie Bell, Alphonse Mucha, Michael Whelan, Luis Royo, Larry Elmore, Chris Achilleos, e outros não identificados.  Em muitos casos, seus desenhos eram cópias quase exatas dos originais.  Tamar nunca deu crédito a nenhum dos artistas originais.
O plagiarismo é substancialmente relevante para as crenças espirituais do grupo.  Entre membros do grupo, "ajudantes espirituais" e demônios são entidades reais com consciência própria.  Tamar afirmara que Jesus Cristo e vários seres espirituais benévolos a teriam dado inspiração e "visões espirituais" para ajudá-la a criar representações precisas dessas entidades.  Ela também afirmou que às vezes, Jesus teria tomado controle de sua mão para desenhar "por" ela.
Depois que o slide show  foi divulgado, Karen Zerby reconheceu que Tamar copiara trabalhos originais de outros artistas. Tamar também admitiu ter errado.

## Liderança e gestão
A liderança da FI é encabeçada por:
- Karen Elva Zerby
  - Líder espiritual da FI
  - Americana
  - Mudou seu nome legal para Katherine Rianna Smith, 4-Nov-1997
  - Pseudônimos: Mama Maria, Maria Fontaine, Maria David, Maria Berg, Queen Maria
- Steven Douglas Kelly
  - Líder da FI
  - Americano
  - Mudou seu nome legal para Christopher Smith
  - Pseudônimo: Peter Amsterdam, Rei Peter

Abaixo deles, a administração é dividida em Serviços Mundiais, Criações, e Family Care Foundation. Cada região é administrada por uma equipe de Gestores Continentais (GCs), cada equipe normalmente tem entre cinco e sete membros. A estrutura administrativa abaixo da equipe de GCs é mais variável e seus integrantes mudam com frequência.

## Estatísticas
De acordo com os Meninos de Deus, havia 130 comunidades ou "colônias" em 15 países 1972. Em 1993, 7.000 dos 10.000 membros tinham menos de 18 anos de idade. Estatísticas recentes da FI colocam o número de membros em tempo integral e membros fraternos em um pouco mais de 11.200 em mais de 100 países (cerca de 4.000 membros adultos em tempo integral e 4.000 crianças). Estimativas colocam o número de pessoas que já passaram pelo grupo em torno de 35.000.

## Membros notáveis (passados e atuais)
- Lee Cox, australiano.
- Jeremy Spencer, renomado guitarrista de blues e um dos membros fundadores da banda Fleetwood Mac, é membro do grupo desde 1971.

### Criados nos MDD quando crianças
- Christy Gibson e Jonas Anderson, famosos principalmente na Tailândia como cantores dos estilos tradicionais mor lam e luk thung prayuk.
- Susan Cagle, uma cantora-compositora de pop-rock com contrato com  a Columbia Records. Deixou o grupo quando adolescente.
- Tina Dupuy, escritora e humorista, escreve para os jornais americanos LA Times e LA Daily News. Nasceu no grupo e já escreveu sobre sua infância.
- JYNXT, um grupo musical fundado por três dos filhos de Jeremy Spencer.
- Rose McGowan, atriz, descreveu sua infância no grupo em entrevistas com Howard Stern[29] e Interview magazine.[30]
- Atores River Phoenix, Joaquin Phoenix, Rain Phoenix, e Summer Phoenix assim como a irmâ Liberty Phoenix foram membros do grupo de 1972 a 1978.  River Phoenix, que morreu de uma overdose de drogas em 1993, contou à revista Details em novembros de 1991 que ele perdera a virgindade com a idade de quatro anos enquanto estava no grupo.[31] ele disse a respeito do grupo: "they're ruining people's lives".
- Ricky Rodriguez, protagonista do suprimido manual que advocava contato sexual adulto/criança, cometeu suicídio depois de matar uma das mulheres que o criaram e supostamente abusaram dele.
- Shem Watson, designer de moda, era dono da marca SHEM com seu bom amigo, ator Heath Ledger.

## Aprofundamento

### Acadêmico
- Chancellor, James (2000). "Life in The Family:  An Oral History of the Children of God". University of Syracuse Press, Syracuse, NY.
- Bainbridge, William Sims (2002). "The Endtime Family: Children of God". State University of New York Press. ISBN 0-7914-5264-6.
- Bainbridge, William Sims (1996). "The Sociology of Religious Movements". Routledge. ISBN 0-415-91202-4.
- Barker, Eileen. (1989). "New Religious Movements, A Practical Introduction". Her Majesty's Stationery Office. ISBN 0-11-340927-3.
- Barrett, DV (1996). "Sects, Cults and Alternative Religions". Blandford A. Cassell. ISBN 0-7137-2567-2.
- Boeri, Miriam Williams (2002). "Women After the Utopia: The Gendered Lives of Former Cult Members". Journal of Contemporary Ethnography 31(3), 323–360.
- Kent, Stephen A. (1994). "Lustful prophet: A psychosexual historical study of the children of god's leader, David Berg." Cultic Studies Journal 11 (2), 135–188.
- Kent, Stephen A. (1994). "Misattribution and social control in the Children of God." Journal of Religion and Health 33 (1), 29–43.
- Kent, Stephen A. (2000). "Brainwashing and re-indoctrination programs in the Children of God/The Family." Cultic Studies Journal 17, 56–78.
- Lewis, James R, and Melton, J. Gordon (eds). (1994). Sex, Slander, and Salvation: Investigating The Family/Children of God. Center for Academic Press, Stanford, CA.
- Lynch, Dalva, and Paul Carden (1990). "Inside the 'Heavenly Elite': The Children of God Today.". Christian Research Journal, pp 16.
- McFarland, Robert (1994). "The Children of God." The Journal of Psychohistory 4(21).
- Melton, J. Gordon (2004). The Children of God, "The Family" (Studies in Contemporary Religion vol. 7). Signature Books. ISBN 1-56085-180-5.
- Melton, J. Gordon and Robert L. Moore (1982). "The Cult Experience: Responding to the New Religious Pluralism". The Pilgrim Press, New York, USA.
- Palmer, Susan J. (1994). "Heaven's Children: The Children of God's Second Generation" in Sex, Slander, and Salvation, op. cit.
- Palmer, Susan J., and Charlotte Hardman eds. (1999). Children in New Religions (3rd ed.). Rutgers University Press. ISBN 0-8135-2620-5.
- Shepherd, Gary, and Lawrence Lilliston (1994). "Field Observations of Young People's Experience and Role in The Family" in Sex, Slander, and Salvation, op. cit.
- Shepherd, Gary, and Shepherd, Gordon (August 2005). "Accommodation and Reformation in The Family/Children of God", Nova Religio (Journal of the University of California)
- Shepherd, Gary and Shepherd, Gordon (Spring 2000)."The Moral Career of a New Religious Movement" The Oakland Journal.
- Wilson, Bryan and Jamie Cresswell, eds. (1999). "New Religious Movements: Challenge and Response". Routledge, London, UK.
- Wright, Stuart (1987). "Leaving Cults: The Dynamics of Defection". Society for the Scientific Study of Religion. Washington, D.C., USA. ISBN 0-932566-06-5 (Contains interviews with ex-members of three groups, among others the Children of God)
- Van Zandt, David (1991). "Living in the Children of God". Princeton University Press, Princeton, New Jersey.

### Jornalístico e popular
- Category:Press - Um arquivo de coberturas feitas pela imprensa (hospedado por xfamily.org)
- Television Coverage - Um arquivo de coberturas televisivas (hosted by xfamily.org)
- Davis, Deborah (1984). "The Children of God: The Inside Story". Zondervan. ISBN 0-310-27840-6. (Deborah é a filha mais velha de David Berg)
- Rivenburg, Roy (1993), "A True Conversion?" Los Angeles Times, 21 de março de 1993, p. E-1
- McManus, Una (1980). "Not for a Million Dollars". Impact Books. ISBN 0-914850-54-7.
- Williams, Miriam  (1999). "Heaven's Harlots: My Fifteen Years As a Sacred Prostitute in the Children of God Cult". Quill. ISBN 0-688-17012-9.
- "30 Members of Children of God arrested" (2 de setembro de 1993). Washington Post, pp. A05
- "The Family" and Final Harvest" (2 de junho de 1993). Washington Post, pp. A01
- Goodstein, Laurie (2005), Murder and Suicide Reviving Claims of Child Abuse in Cult, New York Times, 15 de janeiro de 2005, pg. A-1
- Ajemian, Sam (2005). "The Children of God Cult, aka The Family". ISBN 0-9774519-0-9.
- Lattin, Don (2007). "Jesus Freaks: A True Story of Murder and Madness on the Evangelical Edge". HarperOne. ISBN 0-06-111804-4.

### Casos judiciais
- Relatório Final das Atividades dos Meninos de Deus ao Hon. Louis J. Lefkowitz, Procurador Geral do Estado de Nova York — 1974-09-30
- Um resumo das conclusões judiciais sobra a FI escrito pela FI.
- Krounapple v. Children of God, David Brandt Berg, et. al. 77CV-11-4706. Court of Common Pleas, Franklin County, Ohio, USA. 21 June, 1979
- Julgamento do Rt. Hon. Lord Justice Ward - julgamento de 1995 resultante de um grande caso de custódia infantil no Reino Unido envolvendo a FI.
- Cult Justice - France
- Brian Edward Pickus - Argentina Extradition Case — Registros do tribunal e outras informações sobre os procedimentos legais para a extradição do membro da FI Brian Pickus da Argentina para os Estados Unidos pelos crimes de sequestro, roubo e fuga do país para evitar processos.
- Case 81/89 Cavazza, Juan C. e outros, on Inf. Art.125, 139, 140, 142, Par.l, 142 bis, 210, 293 do Código de Procedimentos e o art.3 da Lei 23.592. Côrte Federal de San Isidro, 1 Sec.2 Office II, Reg. 443. Buenos Aires, Argentina — Documentos do tribunal e outras informações relativas aos procedimentos legais na Argentina contra 21 membros da FI.
- Tribunal de Menores de Merecdes - Causa 32.202 - Documentos do tribunal e outras informações relacionadas a uma acusação registrada na Argentina da parte de dois cidadãos norte-americanos reclamando a volta de seus quatro filhos abduzidos.
- Antecedentes de la Causa NDD en Argentina- Causa 32.202- menores Frouman E. y otros s/ Inf. Art. 10- Ley 10.067 by Hugo Gabutti. — Resumo do caso Frouman e ações legais relacionadas contra os Meninos de Deus na Argentina por um antigo detetive criminal designado para investigar a organização e encontrar crianças abduzidas. Em espanhol.
- Richard Peyer vs Family of Love et. al. 1CC00-0-063603 — Registros de um processo civil contra a Família do Amor e outras partes por uma mãe cujos filhos foram abduzidos em setembro de 1980 e um homem que foi atacado durante a abdução. – Circuit Court (O`AHU - First Judicial Circuit), Honolulu, Hawaii. — 1980-11-26
- Candy Ann Pickus et. al. vs Phyllis Gotwalt et. al. - 1CC00-0-072110 — Registros de uma ação civil contra Phyllis Gotwalt, Brian Pickus e outros alegadamente responsáveis pela abdução dos filhos de Pickus. – Circuit Court (O`AHU - First Judicial Circuit), Honolulu, Hawaii. — 1980-11-26
- Os casos judiciais de Os Meninos de Deus/A Família na Argentina, 1987–1995: Uma História Documentada
- Os casos judiciais de Os Meninos de Deus/A Família na França, 1991–2000

### Sites de membros atuais
- Deep Truths - Site sobre os escritos de David Berg, por um membro atual da FI.
- James Japan - Artigos do webmaster de Deep Truths.
- My Conclusion - Em defesa da FI, por membros atuais da segunda geração.

### Sites de ex-membros
- ExFamily.org - Inclui documentação, fórum, e um arquivo de mais de 4.000 publicações internas da FI.
- MovingOn - Site-comunidade para pessoas que nasceram no grupo e que saíram na adolescência ou maioridade.
- Make Straight Paths - Site de um ex-membro, comparando doutrinas da FI com a Bíblia
- New Day News - Site para ex-membros da FI, com message boards e coleções de fotos.